# Eugênia Álvaro Moreyra
Eugênia Álvaro Moreyra   (Juiz de Fora, 6 de març de 1898 - Rio de Janeiro, 16 de juny de 1948) fou una periodista, actriu, i directora de teatre brasilera. De personalitat anticonvencional i transgressora, fou una de les pioneres del feminisme i dirigent de la campanya sufragista al país. Lligada al moviment modernista i defensora acèrrima dels ideals comunistes, fou perseguida pel govern de Vargas. Casada amb el poeta i escriptor Álvaro Moreyra, exercí amb ell un rol important en la renovació del teatre brasiler, organitzant campanyes culturals de popularització i treballant com a actriu, directora, traductora, declamadora i després presidenta del Sindicat dels professionals del teatre.

## Biografia

### Joventut i carrera periodística
Eugênia Brandão nasqué a Juiz de Fora l'any 1898. Era filla de Maria Antonieta Armond, i del Dr. Armindo Gomes Brandão; la seua mare marxà a Rio de Janeiro a mitjan 1910 per aconseguir una ocupació, mentre la seua mare vídua no podia obtenir l'herència de la família, i per llei hauria d'estar sota responsabilitat dels fills homes. Després d'un temps treballant en una llibreria, Eugênia provocà admiració en començar la seua carrera periodística en A Rua. Que una dona exercís una professió era tan infreqüent que s'encunyà llavors un terme per designar la funció: "reportissa".
Mesos després, el diari informà del prematur final de la carrera de la jove que havia decidit buscar refugi en un convent. El misteri i l'única raó se'n revelà poc després, quan un article signat per ella es publicà en la portada del diari. Eugênia havia entrat al convent amb l'única intenció d'entrevistar la germana d'una dona assassinada en un crim d'àmplia repercussió, que fou conegut com "la tragèdia del carrer Dr. Januzzi, 13".
El reportatge, publicat en capítols durant cinc dies seguits, li valgué a l'autora el reconeixement dels col·legues, dels diaris de la competència i de la societat, i la definiren com "la primera reportera del Brasil". Eugênia passà també per les redaccions de Notícia i d'O País, altres dos cèlebres periòdics de l'època.

### Noces i agitació política i cultural
El 1914, es casa amb el poeta Álvaro Moreyra i n'adopta el cognom com a pseudònim. La parella tingué vuit fills, dels quals quatre sobrevisqueren: Sandro Luciano, João Paulo, Álvaro Samuel i Rosa Marina. Participà amb Álvaro en la Setmana d'Art Modern de 1922, i funda amb ell al 1927 el grup "Teatre de Brinquedo", la intenció del qual era manifestar en el teatre els ideals modernistes. Entre 1928 i 1932, la parella feu excursions per l'interior i la perifèria de Rio de Janeiro, presentant texts d'autors moderns europeus.
Amb la fragmentació del moviment modernista brasiler, a conseqüència de la Revolució de 1930, Eugênia defensa, juntament amb Álvaro, Pagu i Oswald de Andrade, posicions d'esquerra, participant activament en l'Aliança Nacional Alliberadora, i fou perseguida pel govern de Vargas. Al maig de 1935, fou una de les fundadores de la Unió Femenina de Brasil, organització promoguda per dones afiliades o simpatitzants del Partit Comunista del Brasil (PCB), com la mestra i feminista Armanda Álvaro Alberto (1892-1974).
Després de la insurrecció comunista, fou detinguda al novembre de 1935 acusada d'haver participat amb el PCB en la revolta; en fou eximida de la presó per falta de proves, en la matinada de l'1 de febrer del 1936. Torna a l'activisme polític: entre altres activitats fa una campanya per l'alliberament d'Anita Leocádia, la nounada d'Olga Benário, companya de Luis Carlos Prestes, que fou deportada embarassada a un camp d'extermini en l'Alemanya nazi d'Adolf Hitler.
Al 1937, Álvaro presenta a la Comissió de Teatre del Ministeri d'Educació i Cultura l'estructura per a l'organització de la "Companyia Dramàtica Brasilera", que fou acceptat. La parella viatjà llavors pels estats de São Paulo i de Rio Grande do Sul, i feu una temporada de tres mesos en l'ex-"Teatre Regina", de Rio de Janeiro.

### Actuació sindical i mort
Entre 1936 i 1938, Eugênia fou presidenta de la Casa dels Artistes, el sindicat de l'àrea teatral de São Paulo. Fou reelegida al febrer de 1939, però li impedí assumir el càrrec Filinto Müller, que dirigí el Ministeri del Treball perquè denunciara que es tractava "d'una persona que figura com a comunista en la Delegació de Seguretat i Política Social", i llavors n'anul·laren l'elecció per ordre directa del ministre. Després es presentà a diputada federal constituent en les eleccions generals de 1945: fins llavors cap dona havia aconseguit ser elegida per representar els interessos femenins durant l'elaboració de la Constitució brasilera de 1946.
Eugênia va morir a Rio de Janeiro el 16 de juny de 1948, als 50 anys.